# Alkmaar (Suriname)
Alkmaar est un ressort situé dans le district de Commewijne, au Suriname. Lors du recensement de 2012, sa population est de 5 561 habitants.
Nommé d'après la ville d'Alkmaar dans la province néerlandaise de la Hollande-Septentrionale, Alkmaar a une importance régionale en tant que poste gouvernemental et centre médical. L'église morave (EMEA) est un centre important de consignation chrétienne parmi les hindous. L'église a été construite en 1923 et financée en partie par une collecte de fonds aux Pays-Bas.
Au XVIIIe siècle, Alkmaar devint un site de production de café notable. La construction de la plantation a été confiée à James Hengeveldt en 1745. Après l'achèvement du Fort de New Amsterdam en 1746, les terres situées à l'embouchure de la rivière Commewijne (en) sont défrichées pour laisser la place à la plantation ouverte en 1747. Charles Godeffroy a ensuite repris la plantation.